# 2004년 하계 올림픽 짐바브웨 선수단
2004년 하계 올림픽 짐바브웨 선수단은 그리스 아테네에서 열린 2004년 하계 올림픽에 참가한 올림픽 짐바브웨 선수단이다. 

## 메달리스트
| 메달   | 선수            | 종목 | 세부종목           | 날짜     |
| ------ | --------------- | ---- | ------------------ | -------- |
| 금메달 | 커스티 코번트리 | 수영 | 여자 200m 배영     | 8월 20일 |
| 은메달 | 커스티 코번트리 | 수영 | 여자 100m 배영     | 8월 16일 |
| 동메달 | 커스티 코번트리 | 수영 | 여자 200m 개인혼영 | 8월 17일 |